# 山口県道215号宇部停車場線
山口県道215号宇部停車場線（やまぐちけんどう215ごう うべていしゃじょうせん）は、山口県宇部市を通る一般県道である。

## 概要
宇部市西宇部南4丁目から宇部市大字吉見に至る。以前は山口県道215号宇部美祢線だったが、1994年（平成6年）の主要地方道再編で国道2号以北が山口県道37号宇部美祢線となり、山口県道37号宇部美祢線に移行しなかった部分をもって現路線が成立した。

### 路線データ
- 起点：宇部市西宇部南4丁目（JR西日本山陽本線・宇部線 宇部駅前）
- 終点：宇部市大字吉見（下岡交差点、国道2号交点、山口県道219号西岐波吉見線終点）

## 歴史
- 1993年（平成5年）5月11日 - 建設省から、県道宇部美祢線の一部を宇部美祢線として主要地方道に指定される[1]。
- 1994年（平成6年）3月15日 - 山口県告示第210号により認定。

## 路線状況

### 重複区間
- 山口県道219号西岐波吉見線（宇部市大字吉見 - 宇部市大字吉見・下岡交差点（終点））

## 地理

### 通過する自治体
- 宇部市

### 交差する道路
| 交差する道路                                                | 交差する場所  | 交差する場所      |
| ----------------------------------------------------------- | ------------- | ----------------- |
| 山口県道29号宇部船木線                                      | 西宇部南4丁目 | 宇部駅前交差点    |
| 山口県道219号西岐波吉見線 重複区間起点                      | 大字吉見      |                   |
| 国道2号 国道9号 重複 山口県道219号西岐波吉見線 重複区間終点 | 大字吉見      | 下岡交差点 / 終点 |

### 交差する鉄道
- 宇部線
- 山陽本線
- 山陽新幹線

### 沿線
主要施設
- JR西日本山陽本線・宇部線 宇部駅
- 山口県立宇部商業高等学校
- 宇部市立西宇部小学校
- 宇部市立厚東小学校
- 宇部市厚東ふれあいセンター
- 宇部市厚東市民センター（厚東ふれあいセンターと共用）
- 山口県企業局厚東川工業用水道事務所

名所・旧跡・観光地・温泉地
- 東隆寺 - 臨済宗の寺。文化財保護法第27条に基づき文部科学大臣（指定時の1992年（平成4年）当時は鳩山邦夫文部大臣）が指定した重要文化財がある（中国地方の重要文化財一覧）。
- 霜降岳 - 標高約250 mの山。
- 霜降城 - 城の遺構が山口県指定文化財となっている。かつて、鎌倉から南北朝期の山城（長門国守護厚東氏の城）として存在していた。現存する城の跡（霜降城跡）には、前城・本城（霜降岳）・後城がある。（日本の城一覧）
- 持世寺温泉（日本の温泉地一覧）